# Etiqueta ecològica
Les etiquetes ecològiques són símbols que s'atorguen a aquells productes que tenen una menor incidència sobre el medi ambient gràcies a complir una sèrie de criteris ecològics definits prèviament per l'anàlisi del seu cicle de vida.
Els orígens de les ecoetiquetes es poden trobar en l'augment de la consciència global de protegir el medi ambient per part dels governs, les empreses i el públic en general. Inicialment i sobretot en els països desenvolupats, algunes empreses van reconèixer que aquesta consciència global podia generar un avantatge competitiu per a certs productes. Llavors s'incloïen etiquetes amb expressions com per exemple reciclable, baixa energia i contingut reciclat.
Aquestes etiquetes atreien als consumidors que les veien com una forma de reduir els impactes ambientals a través dels seus hàbits de consum. No obstant això, s'induïa a la confusió, ja que al no existir unes guies estàndard i d'investigació a càrrec de terceres parts, els consumidors no podien assegurar la veracitat de les afirmacions realitzades en els productes.
Amb l'objectiu de solucionar aquest problema comunicatiu entre la societat i el mercat en matèria de consum respectuós amb el medi ambient, es van definir oficialment tres tipus de mecanismes diferents.

## Tipus d'etiquetes ecològiques

### Tipus I
Les etiquetes tipus I (també conegudes com a ecoetiquetes) són sistemes voluntaris de qualificació ambiental que identifiquen i certifiquen de forma oficial que certs productes o serveis tenen una menor afecció sobre el Medi ambient. La normativa ISO aplicable per a aquest tipus d'etiquetes és l'ISO 14024.
Bàsicament, una ecoetiqueta identifica les preferències globals d'un producte dintre d'una categoria de producte basada en consideracions de cicle de vida. D'aquesta manera se'n reconeixen les principals característiques mediambientals de manera més senzilla que la quantificació mediambiental de dades.
Algunes de les etiquetes ecològiques 'Tipus I' dins de l'àmbit espanyol i comunitari són: 
- l'etiqueta ecològica de la Unió Europea
- la marca AENOR-Medio Ambiente:[1]
- El Blauer Engel (àngel blau) alemany:[2]
- El "Cisne Nórdico" Noruec:[3]
- El Distintiu de garantia de qualitat ambiental de la Generalitat:

### Tipus II
Les etiquetes tipus II (també conegudes com a autodeclaracions ambientals) són autodeclaracions informatives d'aspectes ambientals de productes per a considerar-los com productes ecològics. Són realitzades pel mateix fabricant en forma de textos, símbols o gràfics i exigeixen la responsabilitat de compliment del contingut de la informació, tals com etiquetes en el producte en l'envàs, literatura del producte, butlletins tècnics, avisos, publicitat, mitjans digitals o electrònics i Internet.
Aquest tipus de declaracions no és susceptible, encara que si preferible, d'una certificació d'una tercera part independent. Els requeriments específics d'aquest tipus d'etiquetes es recullen en la normativa ISO 14021.

### Tipus III
Les etiquetes tipus III (també conegudes com a declaracions ambientals de productes són un inventari de dades mediambientals quantificades d'un producte amb unes categories de paràmetres prefixades, basats en la sèrie de normes ISO 14040, referents a anàlisis de cicle de vida. Això no exclou informació mediambiental addicional subministrada dintre d'un programa de declaració mediambiental de tipus III.
Es tracta d'informació ambiental quantitativa sobre la base de diferents estàndards i de manera comprensiva. Els requeriments específics d'aquest tipus d'etiquetes es recullen en la normativa ISO 14025.
Algunes etiquetes ecologiques "tipus III"
- Programa DAPconstrucción[4] Ha estat el programa de Declaracions Ambientals de Productes pioner a Espanya, sent impulsat i administrat pel Col·legi d'Aparelladors de Barcelona. És aplicable al sector de la construcció i són conegudes amb la marca DAPcons.[5] Disposa d'unes instruccions generals (General Instructions) conformes amb la Norma NE ISO 14025 i amb requisits específics per al sector de la construcció amb base a la Norma UNE EN 15804. Des de l'any 2010 ha emès RCPs i DAPs en els sectors de l'aïllament tèrmic, pedra i àrids, revestiments ceràmics, materials de construcció genèrics, trobant-se actualment treballant en la incorporació de nous sectors. Ha estat membre fundador de l'Associació Europea ECO Platform.